# Lerkula
Lerkula (Molgula kiaeri) är en sjöpungsart som beskrevs av Hartmeyer 1903. Lerkula ingår i släktet Molgula och familjen kulsjöpungar. Enligt den svenska rödlistan är arten otillräckligt studerad i Sverige. Arten förekommer i Götaland. Artens livsmiljö är havet. Inga underarter finns listade i Catalogue of Life.